# Hipoteza Lewiatana
Hipoteza Lewiatana – teoria, zgodnie z którą instytucje państwowe, wskutek szczególnej wady procesów wyborczych i szczególnych zachowań polityków oraz biurokratów, rozrastają się stale, a ograniczając wolności obywatelskie – stają się Lewiatanem.
Główną przyczyną stałego rozrostu sektora publicznego jest nadmierna ekspansja budżetu. Rozrost budżetu spowodowany jest m.in. procedurą demokratyczną, zakładającą podejmowanie decyzji na podstawie większości głosów, a zatem ignorowanie interesów mniejszości. Koszty realizacji decyzji podjętych przez większość muszą ponosić wszyscy, zatem i mniejszość. Taka dyktatura większości powoduje ignorowanie przez nią obciążeń narzuconych mniejszości oraz zmniejszenie kosztu, który musiałaby ponieść owa większość, gdyby nie przymusiła wszystkich do finansowania danego projektu.
Hipoteza Lewiatana sformułowana została przez J. M. Buchanana w 1975 w The Limits of Liberty: Between Anarchy and Leviathan.